# Riópar
Riópar és un municipi de la província d'Albacete. Comprèn les pedanies de Riópar, Casa de la Noguera, Cortijo del Cura, La Dehesa, Riópar Viejo, El Gollizo, El Laminador, El Lugar Nuevo, El Noguerón, El Cortijo del Búo, Umbría-Angulo, El Villar, Arroyofrío. Pertany a la comarca de Sierra del Segura, situada al sud-est de la província d'Albacete i molt proper del riu Mundo.
Està situat a la CM-412, a la vora d'Alcaraz i Elche de la Sierra, aproximadament a uns 118 km d'Albacete.
Els seus principals atractius turístics són: el naixement del riu Mundo, Riópar Viejo i el Museu del Bronze.

## Demografia
| 1900  | 1910  | 1920  | 1930  | 1940  | 1950  | 1960  | 1970  | 1981  | 1991  | 2001  | 2006  |
| ----- | ----- | ----- | ----- | ----- | ----- | ----- | ----- | ----- | ----- | ----- | ----- |
| 2.755 | 2.415 | 2.244 | 2.594 | 3.063 | 2.786 | 2.280 | 1.731 | 1.373 | 1.290 | 1.509 | 1.463 |